# Reliktum faj
Reliktum fajnak  vagy maradványfajnak (illetve élő kövületeknek) adott területen korábbi földtörténeti korokból fennmaradt adott állat- és növényfajokat nevezzük, melyek az ún. refúgiumokban élnek. Ezek elterjedési területe korábban összefüggő volt, mára azonban szigetszerű foltokra esett szét: diszjunkt (szétszakított, több kisebb területből álló), gyakrabban diszperz (szétszórt, csak egyes termőhelyeken előforduló, amik között nincs összefüggés). Védett növényeink többsége reliktum faj. Ilyen úgynevezett élő fosszíliák például a hidasgyík (Sphenodon punctatum); a páfrányfenyő (Ginkgo biloba), az óriás mamutfenyő (Sequoiadendron giganteum), a Welwitschia mirabilis.
A reliktum kifejezést nem csak fauna és flóra populációkra, hanem népességcsoportokra is használják.

## Reliktum társulás
Reliktum társulás, vagy reliktum-asszociáció a korábbi földtörténeti korokból fennmaradt növénytársulás. Ezek a 2000-es évekre extrazonális helyzetűek, és csak a refúgium valamilyen különleges tulajdonsága (mikroklíma, talaj stb.) miatt maradhattak fenn. Ezt a jellegzetességüket a többnyire a társulás jellegére utaló megnevezés elé biggyesztett „ős-” előtaggal jelöljük: ősborókás, ősfenyves stb.
A cönológiában azonban gyakori probléma, illetve vitatható téma egyes növénytársulások reliktum jellegének megítélése. Ez Kun András megfogalmazásában így foglalható össze: „Nem a korábbi klíma- és erdőtörténeti korok eredeti növénytársulásai maradnak fenn, hanem reliktum populációkban gazdagabb vagy szegényebb, reliktumjellegű asszociációk alakulnak ki. Valójában tehát nem beszélhetünk reliktum növénytársulásokról, csak a változás mértékétől függően reliktumjellegű és nemreliktum társulásokról”.

## Reliktum növény- és állatfajok Magyarországon
Melegkedvelők, ezek vagy a harmadidőszakból, tehát a kainozoikumi eljegesedés előtti (preglaciális) időből, vagy valamelyik interglaciálisból származnak. Ilyen például a nílusi lótusz (Nymphaea lotus ssp. thermalis) Nagyvárad mellett, és valószínűleg ilyen a keleti gyertyán (Carpinus orientalis) a Vértesben. 
A jégkorszakból maradtak fenn az ún. glaciális reliktumok, mint például a tőzegeper (Potentilla palustris), tőzegáfonya (Vaccinium oxycoccos) vagy középhegységeinkben a medvefül kankalin (Primula auricula) és a győzedelmes hagyma (Allium victorialis). 
A jégkorszak utáni (posztglaciális) melegkori reliktumokra példa hazai sztyeppréteinken a fűrészlábú szöcske (Saga pedo).